# Ołeksandra Chomenczuk
Ołeksandra Chomenczuk, z domu Prystupa (ukr. Олександра Приступа-Хоменчук; ur. 4 lutego 1989 w Turkmenistanie) – ukraińska koszykarka, występująca na pozycji środkowej, reprezentantka kraju, posiadająca także rosyjskie obywatelstwo.

## Osiągnięcia
Stan na 21 marca 2023, na podstawie, o ile nie zaznaczono inaczej.

### Drużynowe
- Mistrzyni:
  - Ukrainy (2011)
  - Białorusi (2012)[2]
- Wicemistrzyni:
  - Czech (2016)[3]
  - Białorusi (2014)[4]
- Zdobywczyni pucharu:
  - Czech (2016)[3]
  - Białorusi (2011/2012, 2012/2013, 2013/2014)[2][5][4]
- Uczestniczka międzynarodowych rozgrywek:
  - Euroligi (2014/2015)
  - Eurocup (2006–2009, 2010/2011, 2010–2014, 2015–2018)

### Indywidualne
(* – nagrody przyznane przez portal eurobasket.com)
- MVP sezonu ligi białoruskiej (2012)*[2]
- Najlepsza*:
  - defensywna zawodniczka ligi czeskiej (2017)[6]
  - środkowa ligi:
    - białoruskiej (2012, 2014)[2][4]
    - czeskiej (2016)[3]
- Zaliczona do*:
  - I składu:
    - ligi:
      - białoruskiej (2012, 2014)[2][4]
      - czeskiej (2016)[3]

    - zawodniczek zagranicznych ligi białoruskiej (2012)[2]

  - III składu ligi czeskiej (2018)[7]
  - składu honorable mention ligi czeskiej (2017)[6]
- Uczestniczka meczu gwiazd ligi białoruskiej (2012)[2]
- Liderka w:
  - zbiórkach ligi białoruskiej (2014 – 10)[4]
  - blokach ligi:
    - białoruskiej  (2014 – 0,7)[4]
    - czeskiej (2016 – 2, 2017 – 2,1, 2018 – 1,8, 2019 – 1,8)[3][6][7][8]

### Reprezentacja

#### Seniorów
- Uczestniczka:
  - mistrzostw Europy (2013 – 13. miejsce, 2015 – 16. miejsce)
  - kwalifikacji do Eurobasketu (2011, 2017)

#### Młodzieżowe
- Wicemistrzyni Europy U–18 dywizji B (2006)
- Uczestniczka kwalifikacji do mistrzostw Europy:
  - U–20 (2005 – 7. miejsce, 2006 – 13. miejsce, 2008 – 5. miejsce, 2009 – 13. miejsce)
  - U–16 (2005 – 6. miejsce)